# Ōya-san wa shishunki!
Ōya-san wa shishunki! (大家さんは思春期！? lett. "La padrona di casa è in pubertà!") è un manga yonkoma scritto e disegnato da Rurū Minase, serializzato sul Manga Time di Hōbunsha dal numero di giugno 2012. Un adattamento anime, prodotto da Seven Arcs Pictures, è stato trasmesso in Giappone tra il 10 gennaio e il 27 marzo 2016.

## Personaggi
Chie Satonaka (里中 チエ?, Satonaka Chie)
Doppiata da: Yurika Kubo
Maeda (前田?)
Doppiato da: Takashi Kondō
Reiko Shirai (白井 麗子?, Shirai Reiko)
Doppiata da: Hitomi Nabatame
Mayu Ueno (植野 真由?, Ueno Mayu)
Doppiata da: Ibuki Kido
Yuki Miyamura (宮村 雪?, Miyamura Yuki)
Doppiata da: Erii Yamazaki
Asuka Mori (森 明日香?, Mori Asuka)
Doppiata da: Yūki Nakashima
Sakura Kanemoto (金本 さくら?, Kanemoto Sakura)
Doppiata da: Kyōko Wada

## Media

### Manga
Il manga, scritto e disegnato da Rurū Minase, viene serializzato sulle riviste Manga Time e Manga Time Family di Hōbunsha rispettivamente dal numero di giugno 2012 e da gennaio 2014. Il primo volume tankōbon è stato pubblicato il 7 ottobre 2013 e al 7 marzo 2019 ne sono stati messi in vendita in tutto dieci.

#### Volumi
| Nº | Data di prima pubblicazione | Data di prima pubblicazione | Data di prima pubblicazione |
| Nº | Giapponese                  | Giapponese                  |                             |
| -- | --------------------------- | --------------------------- | --------------------------- |
| 1  | 7 ottobre 2013              | ISBN 978-4-8322-5235-6      |                             |
| 2  | 6 marzo 2014                | ISBN 978-4-8322-5272-1      |                             |
| 3  | 7 agosto 2014               | ISBN 978-4-8322-5311-7      |                             |
| 4  | 7 maggio 2015               | ISBN 978-4-8322-5381-0      |                             |
| 5  | 7 gennaio 2016              | ISBN 978-4-8322-5448-0      |                             |
| 6  | 7 settembre 2016            | ISBN 978-4-8322-5513-5      |                             |
| 7  | 6 maggio 2017               | ISBN 978-4-8322-5586-9      |                             |
| 8  | 7 novembre 2017             | ISBN 978-4-8322-5638-5      |                             |
| 9  | 7 agosto 2018               | ISBN 978-4-8322-5706-1      |                             |
| 10 | 7 marzo 2019                | ISBN 978-4-8322-5744-3      |                             |

### Anime
Annunciato il 17 settembre 2015 sul numero di novembre del Manga Time Family di Hōbunsha, un adattamento anime, prodotto da Seven Arcs Pictures e diretto da Yuki Ogawa, è andato in onda dal 10 gennaio al 27 marzo 2016. La sigla di apertura è Shining Sky, interpretata dalle doppiatrici Ibuki Kido ed Erii Yamazaki sotto il nome del duo every❤ing!. In tutto il mondo, ad eccezione dell'Asia, gli episodi sono stati trasmessi in streaming in simulcast, anche coi sottotitoli in lingua italiana, da Crunchyroll.

#### Episodi
| Nº | Titolo italiano Giapponese 「Kanji」 - Rōmaji                                                          | In onda          | In onda |
| Nº | Titolo italiano Giapponese 「Kanji」 - Rōmaji                                                          | Giapponese       |         |
| 1  | La proprietaria è una ragazzina? 「大家さんは女の子！」 - Ōya-san wa onna no ko!                       | 10 gennaio 2016  |         |
| 2  | La padrona di casa è una brava casalinga 「大家さんは家庭的！」 - Ōya-san wa kateiteki!                | 17 gennaio 2016  |         |
| 3  | La padrona di casa è inconsapevole? 「大家さんは無自覚？」 - Ōya-san wa mujikaku?                      | 24 gennaio 2016  |         |
| 4  | La padrona di casa è una buona vicina! 「大家さんは世話焼き！」 - Ōya-san wa sewayaki!                 | 31 gennaio 2016  |         |
| 5  | Alla padrona di casa piace stare da sola? 「大家さんはひとり好き？」 - Ōya-san wa hitori suki?         | 7 febbraio 2016  |         |
| 6  | La padrona di casa è al centro dell'attenzione! 「大家さんは注目の的！」 - Ōya-san wa chūmoku no mato! | 14 febbraio 2016 |         |
| 7  | La padrona di casa è uno chef! 「大家さんは料理人！」 - Ōya-san wa ryōrijin!                           | 21 febbraio 2016 |         |
| 8  | La padrona di casa va ai bagni pubblici! 「大家さんは銭湯通い！」 - Ōya-san wa sentō-gayoi!            | 28 febbraio 2016 |         |
| 9  | La padrona di casa è un tipo strano? 「大家さんは変わり者！」 - Ōya-san wa kawarimono!                 | 6 marzo 2016     |         |
| 10 | La padrona di casa sta crescendo? 「大家さんは成長中！」 - Ōya-san wa seichō-chū!                      | 13 marzo 2016    |         |
| 11 | La padrona di casa ha buon gusto! 「大家さんはお目が高い！」 - Ōya-san wa omegatakai!                  | 20 marzo 2016    |         |
| 12 | La padrona di casa è così…! 「大家さんはやっぱり…！」 - Ōya-san wa yappari…!                           | 27 marzo 2016    |         |